# Montanhac (Erau)
Montanhac (en francès Montagnac) és un municipi occità del Llenguadoc, del departament de l'Erau a la regió Occitània.